# Oligotoma dichroa
Oligotoma dichroa is een insectensoort uit de familie Oligotomidae, die tot de orde webspinners (Embioptera) behoort. De soort komt voor in Vietnam.
Oligotoma dichroa is voor het eerst wetenschappelijk beschreven door Navás in 1934.